# Diocesi di Zhoucun
La diocesi di Zhoucun (in latino: Dioecesis Ceuzuenensis) è una sede della Chiesa cattolica in Cina suffraganea dell'arcidiocesi di Jinan. Nel 1950 contava 29.411 battezzati su 3.000.000 di abitanti. La sede è vacante.

## Territorio
La diocesi si trova nella parte centrale della provincia cinese di Shandong. Secondo UcaNews la diocesi si estenderebbe sulle città-prefettura di Zibo, di Binzhou e di Dongying.
Sede vescovile è la città di Zhoucun, distretto della città-prefettura di Zibo, dove si trova la cattedrale.

## Storia
La missione sui iuris di Zhangdian fu eretta il 16 aprile 1929 con il breve Ut aucto di papa Pio XI, ricavandone il territorio dal vicariato apostolico di Tsinanfu (oggi arcidiocesi di Jinan).
Il 1º giugno 1932 la missione sui iuris fu elevata al rango di prefettura apostolica con il breve Ut christiani del medesimo papa Pio XI.
Il 18 maggio 1937 con la bolla Non mediocri dello stesso papa Pio XI la prefettura apostolica fu elevata a vicariato apostolico, assumendo contestualmente il nome di vicariato apostolico di Zhoucun (Chowtsun).
L'11 aprile 1946 il vicariato apostolico è stato elevato a diocesi con la bolla Quotidie Nos di papa Pio XII.
Nel 1993 fu ordinato vescovo "clandestino" il sacerdote Giovanni Gao Kexian, deceduto il 24 gennaio 2005; dal 1997 era anche amministratore apostolico della diocesi di Yantai. Vescovi "ufficiali" della diocesi sono stati: Joseph Zong Huaide, deceduto il 27 giugno 1997 e Joseph Ma Xuesheng, deceduto l'8 febbraio 2013. Gli succede Joseph Yang Yong-qiang.

## Cronotassi dei vescovi
Si omettono i periodi di sede vacante non superiori ai 2 anni o non storicamente accertati.
- Henry Ambrose Pinger, O.F.M. † (17 dicembre 1930 - 24 settembre 1988 deceduto)
  - Sede vacante
  - Giovanni Gao Kexian † (2 settembre 1993 consacrato - 24 gennaio 2005 deceduto)
  - Joseph Zong Huai-de † (1º giugno 1958 consacrato - 27 giugno 1997 deceduto)
  - Joseph Ma Xue-sheng † (27 giugno 1997 succeduto - 8 febbraio 2013 deceduto)[2]
  - Joseph Yang Yong-qiang (8 febbraio 2013 succeduto - 12 giugno 2024 nominato vescovo di Hangzhou)[3]

## Statistiche
La diocesi nel 1950 su una popolazione di 3.000.000 di persone contava 29.411 battezzati, corrispondenti all'1,0% del totale.
| anno | popolazione | popolazione | popolazione | presbiteri | presbiteri | presbiteri | presbiteri                | diaconi | religiosi | religiosi | parrocchie |
| anno | battezzati  | totale      | %           | numero     | secolari   | regolari   | battezzati per presbitero | diaconi | uomini    | donne     | parrocchie |
| ---- | ----------- | ----------- | ----------- | ---------- | ---------- | ---------- | ------------------------- | ------- | --------- | --------- | ---------- |
| 1950 | 29.411      | 3.000.000   | 1,0         | 35         | 12         | 23         | 840                       |         |           | 25        | 17         |

Secondo l'Agenzia Fides, nel 2013 la diocesi contava circa 18.000 fedeli, 65 chiese, una ventina di sacerdoti e alcune suore. Secondo la stessa fonte, nel 2023 la diocesi contava circa 16.000 fedeli e 12 sacerdoti.